# Potentilla leschenaultiana
Potentilla leschenaultiana är en rosväxtart som beskrevs av Nicolas Charles Seringe. Potentilla leschenaultiana ingår i Fingerörtssläktet som ingår i familjen rosväxter.

## Underarter
Arten delas in i följande underarter:
- P. l. biharensis
- P. l. major
- P. l. concolor
- P. l. bannehalensis